# Фугугі
Фугугі (англ. Fugug) — довгий ланцюг гір на сході Ефіопії, що простягнувся від Арба Гугу (на заході) до Джиджийги на сході, і географам відомий як Гори Ахмар.

## Виноски
1. ↑  አዲስ አድማስ ጋዜጣ፣ ሰኔ 20፣ 2001፣ ‹‹ፉጉግና የሐረርጌ ኦሮሞ›› [Архівовано 2011-09-29 у Wayback Machine.] The marvelous networking of the Fugug Mountains and the ethnography of the indigenous Oromo of Harerghe were extensively described in this June 27/ 2009 (ሰኔ 20/2001 in Gee'z calendar) edition of the Amharic Weekly Newspaper called Addis Admass. For full citation, visit this website